# Мёркере, Алан
Алан Мёркере (фар. Allan Mørkøre, родился 22 ноября 1971 года в Клаксвуйке) — фарерский футболист и футбольный тренер.

## Карьера

### Клубная
Мёркере начинал карьеру игрока в клубе «КИ Клаксвик». Дебютировал в 1988 году в 7-м туре Первой лиги Фарерских островов в возрасте 16 лет в матче против «ХБ Торсхавн» (поражение 1:5), а в 12-м туре он забил первый за клуб гол, принеся победу над командой «ВБ Вагур». В 1990 году выиграл Кубок Фарерских островов, обыграв команду «Гёта» в финале 6:1, а через год выиграл чемпионат страны: среди его звёздных одноклубников чемпионами были Тоди Йонссон и Якуп Миккельсен. В 1992 году Мёркере в составе «КИ Клаксвика» проиграл финал Кубка «ХБ Торсхавн».
В первую половину сезона 1994 Мёркере выступал за «Б-36» и затем вернулся в состав «КИ Клаксвика», с которым выиграл Кубок, обыграв команду «Б-71» со счётом 2:1. Летом 1997 года перешёл в «ХБ Торсхавн», где играли Ян Дам, Эндрю ав Флётум, Ханс Фроди Хансен, Йоханнис Йёнсен и Йенс Эрик Расмуссен, и выиграл с ней через год чемпионат. В том же 1998 году оформил «золотой дубль», обыграв в финале Кубка команду «КИ Клаксвик». В 1999 и 2000 годах некоторое время играл в Первой лиге Pepsi чемпионата Исландии за «Вестманнаэйя».
До 2002 года Мёркере играл за «ХБ Торсхавн», затем сыграл сезон за «КИ Клаксвик», и затем снова вернулся в «Б-36», выиграв в 2005 году снова чемпионат страны: его напарниками были Фроуви Беньяминсен, Якуп Миккельсен, Миккьяль К. Томассен и Пол Торстейнссон. Позже играл во 2-й лиге за «АБ Аргир», с которым занял 2-е место. В первой половине 2007 года выступал за «Б-36», выиграв в том году Суперкубок в поединке против «ХБ Торсхавн», до 2010 года продолжал играл за «АБ Аргир» (с ним занял 9-е место в 2007 году). В 2009 году играл за вторую команду клуба в 3-й лиге, с которой занял 1-е место. В начале 2011 года некоторое время играл за «Хойвуйк» из одноимённого пригорода Торсхавна, где был помощником тренера. Последующие два года провёл с «Б-71» во второй лиге, но провалился в лигу ниже. В 2014 и 2015 годах выступал за третий состав «Б-36», в 2016 году выступил за второй состав «Б-36».

#### Еврокубки
В еврокубках Мёркере сыграл 18 встреч, первая вышла на сезон Лиги чемпионов УЕФА 1992/1993, когда в предварительном раунде команда проиграла 1:3 латвийской команде «Сконто» на своём поле. В квалификации Кубка УЕФА 2002/2003 в гостевой игре против венгерского «Уйпешта» он забил оба гола, что привело к ничье 2:2, но в ответном матче его команда проиграла 0:1. Всего он отличился четырежды в еврокубках. Последнюю игру провёл в сезоне Кубка УЕФА 2005/2006, когда его команда сыграла 2:2 вничью с «Мидтьюлланном» из Дании.

### В сборной
12 сентября 1990 года Мёркере дебютировал за сборную Фарерских островов в матче против Австрии: игра в Ландскруне завершилась победой фарерцев со счётом 1:0, а сам Алан получил жёлтую карточку на 45-й минуте. На момент дебюта ему было всего 18 лет и 10 дней, что сделало Мёркере самым юным дебютантом сборной Фарерских островов в её истории. Всего он сыграл 54 матча, а свой единственный гол забил 10 октября 1990 года в ворота Дании в Копенгагене: фарерцы уступили 1:4 (как и с Австрией, эта игра была отборочным матчем к чемпионату Европы 1992 года). Последнюю игру провёл 6 июня 2001 года в рамках отбора на чемпионат мира 2002 года против Югославии, уступив на 72-й минуте место Юлиану Йонссону. По числу игр за сборную Мёркере занимает 5-е место.

### Тренерская карьера
В 2008—2010 годах Мёркере тренировал команду «АБ Аргир», которая вышла в Первую лигу в первый же сезон. В 2010 году он после 19-го игрового тура стал наставником команды «Б-36», а по окончании сезона снова сменил команду и стал тренером второго состава «ХБ Торсхавн» во Второй лиге. В последующие два года был играющим тренером «Б-71», на втором годе работы его команда выпала в Третью лигу. После годичной паузы Мёркере возглавил команду клуба «АБ Аргир» из игроков не старше 18 лет, заняв с ней 7-е место. В 2016 году тренировал тот же состав команды «Гиза»/«Хойвуйк», с которой занял предпоследнее место в предварительной группе 1. В 2016 году после 12-го тура стал тренером второго состава «АБ Аргир» и поднял команду с последнего места на 8-е, что помогло команде сохранить прописку.

### Достижения
- Чемпион Фарерских островов: 1991, 1998, 2005
- Обладатель Кубка Фарерских островов: 1990, 1994, 1998
- Обладатель Суперкубка Фарерских островов: 2007

## Личная жизнь
Младший брат футболиста и футбольного тренера Курта Мёркере (р. 1969).